# Glasco (Kansas)
Glasco – miasto położone w Hrabstwo Cloud.